# 리그 오브 레전드 월드 챔피언십 2023 플레이인 스테이지
리그 오브 레전드 월드 챔피언십 2023의 플레이인 스테이지의 경기 결과에 대해 다룬 문서이다. 플레이인 스테이지는 총 8개팀이 참여하며 2023년 10월 10일부터 10월 15일까지 서울특별시 종로구에 위치한 LOL 파크에서 진행되었다. 

## 진행 방식
8개 팀은 4개씩 2개의 조로 나뉘어지며 각각의 조에서 더블 엘리미네이션 방식으로 경기를 진행한다. 같은 조에서의 경기는 3판 2선승제로 치러지게 된다. 승자전에서 승리한 팀이 그 조의 1위, 최종전 승리팀이 2위가 되며 패자전 패배팀과 최종전 패배팀은 탈락한다. 각 조의 1위팀은 상대 조의 2위 팀과  5판 3선승제의 최종 진출전 경기를 진행하게 되며 승리한 팀은 스위스 스테이지로 진출하고 패배팀은 탈락하게 된다.

## 조 추첨
| 팀명        | 시드        |
| ----------- | ----------- |
| GAM e스포츠 | VCS 1시드   |
| PSG 탈론    | PCS 1시드   |
| LOUD        | CBLOL 1시드 |
| 모비스타 R7 | LLA 1시드   |

| 팀명                | 시드      |
| ------------------- | --------- |
| 팀 BDS              | LEC 4시드 |
| CTBC 플라잉 오스터  | PCS 2시드 |
| 팀 웨일스           | VCS 2시드 |
| 데토네이션 포커스미 | LJL 1시드 |

## A조

### 1경기
| 2023년 10월 10일 1경기 1세트 | PSG 탈론                                                              | 승-패 28:38 | 모비스타 R7                                                                 | LOL 파크 |  |  |
|                              | Azhi (케넨) JunJia (자르반 4세) Maple (니코) Wako (자야) Woody (라칸) |             | (레넥톤) Bong (비에고) Oddie (탈리야) Mireu (이즈리얼) Ceo (노틸러스) Lyonz |          |  |  |
|                              |                                                                       |             |                                                                             |          |  |  |

| 2023년 10월 10일 1경기 2세트 | PSG 탈론                                                                    | 승-패 30:21 | 모비스타 R7                                                                 | LOL 파크 |  |  |
|                              | Azhi (럼블) JunJia (마오카이) Maple (제이스) Wako (아펠리오스) Woody (라칸) |             | (크산테) Bong (세주아니) Oddie (오리아나) Mireu (자야) Ceo (노틸러스) Lyonz |          |  |  |
|                              |                                                                             |             |                                                                             |          |  |  |

1경기 결과 PSG 탈론이 Movistar R7을 2-0으로 누르고 승자전에 진출하였다.

### 2경기
| 2023년 10월 10일 2경기 1세트 | LOUD                                                                  | 승-패 27:14 | GAM e스포츠                                                                      | LOL 파크 |  |  |
|                              | Robo (레넥톤) Croc (비에고) tinowns (니코) Route (카이사) Ceos (라칸) |             | (럼블) Kiaya (자르반 4세) Levi (오리아나) Kati (자야) Slayder (노틸러스) Palette |          |  |  |
|                              |                                                                       |             |                                                                                  |          |  |  |

| 2023년 10월 10일 2경기 2세트 | GAM e스포츠                                                           | 패-승 39:36 | LOUD                                                                  | LOL 파크 |  |  |
|                              | Kiaya (레넥톤) Levi (리 신) Kati (아리) Slayder (카이사) Palette (렐) |             | (크산테) Robo (녹턴) Croc (오리아나) tinowns (자야) Route (라칸) Ceos |          |  |  |
|                              |                                                                       |             |                                                                       |          |  |  |

2경기 결과 LOUD가 GAM e스포츠를 2-0으로 누르고 승자전에 진출했다. 한편 1세트에서 LOUD의 Route 선수가 대회 첫 펜타킬을 기록하면서 화제가 되었다.

### 승자전
| 2023년 10월 12일 승자전 1세트 | PSG 탈론                                                            | 승-패 32:56 | LOUD                                                                      | LOL 파크 |  |  |
|                               | Azhi (니코) JunJia (자르반 4세) Maple (니코) Wako (자야) Woody (렐) |             | (레넥톤) Robo (세주아니) Croc (탈리야) tinowns (시비르) Route (라칸) Ceos |          |  |  |
|                               |                                                                     |             |                                                                           |          |  |  |

| 2023년 10월 12일 승자전 2세트 | LOUD                                                                        | 패-승 32:16 | PSG 탈론                                                            | LOL 파크 |  |  |
|                               | Robo (말파이트) Croc (카직스) tinowns (니코) Route (시비르) Ceos (알리스타) |             | (케넨) Azhi (비에고) JunJia (르블랑) Maple (카이사) Wako (렐) Woody |          |  |  |
|                               |                                                                             |             |                                                                     |          |  |  |

PSG 탈론이 승자전에서 LOUD를 2-0으로 제압하면서 A조 1위로 최종 진출전에 진출하였다.

### 패자전
| 2023년 10월 13일 패자전 1세트 | 모비스타 R7                                                             | 패-승 26:22 | GAM e스포츠                                                            | LOL 파크 |  |  |
|                               | Bong (그웬) Oddie (자르반 4세) Mireu (사일러스) Ceo (카이사) Lyonz (렐) |             | (크산테) Kiaya (오공) Levi (신드라) Kati (자야) Slayder (라칸) Palette |          |  |  |
|                               |                                                                         |             |                                                                        |          |  |  |

| 2023년 10월 13일 패자전 2세트 | 모비스타 R7                                                        | 패-승 31:12 | GAM e스포츠                                                        | LOL 파크 |  |  |
|                               | Bong (크산테) Oddie (리 신) Mireu (아리) Ceo (카이사) Lyonz (라칸) |             | (잭스) Kiaya (바이) Levi (신드라) Kati (자야) Slayder (렐) Palette |          |  |  |
|                               |                                                                    |             |                                                                    |          |  |  |

GAM e스포츠가 모비스타 R7을 2-0으로 누르고 최종전에 진출했다. 한편 모비스타 R7은 이 경기를 끝으로 탈락이 확정되었다.

### 최종전
| 2023년 10월 14일 최종전 1세트 | LOUD                                                                     | 패-승 35:28 | GAM e스포츠                                                              | LOL 파크 |  |  |
|                               | Robo (아트록스) Croc (리 신) tinowns (아리) Route (자야) Ceos (노틸러스) |             | (크산테) Kiaya (녹턴) Levi (빅토르) Kati (카이사) Slayder (라칸) Palette |          |  |  |
|                               |                                                                          |             |                                                                          |          |  |  |

| 2023년 10월 14일 최종전 2세트 | LOUD                                                                        | 패-승 36:36 | GAM e스포츠                                                        | LOL 파크 |  |  |
|                               | Robo (올라프) Croc (자르반 4세) tinowns (탈리야) Route (카이사) Ceos (라칸) |             | (나르) Kiaya (오공) Levi (신드라) Kati (자야) Slayder (렐) Palette |          |  |  |
|                               |                                                                             |             |                                                                    |          |  |  |

A조 최종전에서 GAM e스포츠가 LOUD를 2-0으로 이기면서 첫 경기의 패배를 설욕하며 최종 진출전에 진출하였다. 한편 LOUD는 승자전에 진출했지만 4세트 연속 패배를 기록하면서 탈락하였다.

## B조

### 1경기
| 2023년 10월 11일 1경기 1세트 | 데토네이션 포커스미                                                       | 패-승 34:00 | CTBC 플라잉 오스터                                                               | LOL 파크 |  |  |
|                              | apaMEN (아트록스) Steal (바이) Aria (아리) Yutapon (세나) Harp (마오카이) |             | (럼블) Rest (세주아니) Gemini (제이스) JimieN (드레이븐) Shunn (노틸러스) ShiauC |          |  |  |
|                              |                                                                           |             |                                                                                  |          |  |  |

| 2023년 10월 11일 1경기 2세트 | CTBC 플라잉 오스터                                                                 | 승-패 27:38 | 데토네이션 포커스미                                                           | LOL 파크 |  |  |
|                              | Rest (럼블) Gemini (마오카이) JimieN (제이스) Shunn (카이사) ShiauC (블리츠크랭크) |             | (마오카이) apaMEN (자르반 4세) Steal (아칼리) Aria (자야) Yutapon (라칸) Harp |          |  |  |
|                              |                                                                                    |             |                                                                               |          |  |  |

1경기 결과 CTBC 플라잉 오스터가 데토네이션 포커스미를 2-0으로 제압하고 승자전에 진출했다.

### 2경기
| 2023년 10월 11일 2경기 1세트 | 팀 BDS                                                                      | 승-패 23:48 | 팀 웨일스                                                                | LOL 파크 |  |  |
|                              | Adam (다리우스) Sheo (렐) nuc (신드라) Crownie (이즈리얼) Labrov (알리스타) |             | (레넥톤) Sparda (비에고) BeanJ (니코) Gloryy (카이사) Artemis (라칸) Bie |          |  |  |
|                              |                                                                             |             |                                                                          |          |  |  |

| 2023년 10월 11일 2경기 2세트 | 팀 BDS                                                                  | 패-승 38:49 | 팀 웨일스                                                                      | LOL 파크 |  |  |
|                              | Adam (레넥톤) Sheo (렐) nuc (탈리야) Crownie (이즈리얼) Labrov (브라움) |             | (크산테) Sparda (비에고) BeanJ (신드라) Gloryy (카이사) Artemis (노틸러스) Bie |          |  |  |
|                              |                                                                         |             |                                                                                |          |  |  |

| 2023년 10월 11일 2경기 3세트 | 팀 웨일스                                                                   | 승-패 41:09 | 팀 BDS                                                                      | LOL 파크 |  |  |
|                              | Sparda (크산테) BeanJ (리 신) Gloryy (르블랑) Artemis (자야) Bie (노틸러스) |             | (레넥톤) Adam (그라가스) Sheo (신드라) nuc (이즈리얼) Crownie (라칸) Labrov |          |  |  |
|                              |                                                                             |             |                                                                             |          |  |  |

2경기 결과 팀 웨일스가 팀 BDS에 2-1로 승리를 거두면서 승자전에 진출했다. 한편 마이너 지역인 VCS팀이 메이저 지역인 LEC팀에 승리를 거두는 이변이 일어났다는 점에서 화제가 되었다.

### 승자전
| 2023년 10월 12일 승자전 1세트 | CTBC 플라잉 오스터                                                           | 승-패 30:08 | 팀 웨일스                                                                       | LOL 파크 |  |  |
|                               | Rest (나르) Gemini (세주아니) JimieN (오리아나) Shunn (칼리스타) ShiauC (렐) |             | (레넥톤) Sparda (리 신) BeanJ (아리) Gloryy (아펠리오스) Artemis (알리스타) Bie |          |  |  |
|                               |                                                                              |             |                                                                                 |          |  |  |

| 2023년 10월 12일 승자전 2세트 | 팀 웨일스                                                                  | 승-패 30:42 | CTBC 플라잉 오스터                                                            | LOL 파크 |  |  |
|                               | Sparda (크산테) BeanJ (자르반 4세) Gloryy (니코) Artemis (자야) Bie (라칸) |             | (그웬) Rest (리 신) Gemini (아리) JimieN (카이사) Shunn (블리츠크랭크) ShiauC |          |  |  |
|                               |                                                                            |             |                                                                               |          |  |  |

| 2023년 10월 12일 승자전 3세트 | CTBC 플라잉 오스터                                                   | 패-승 36:32 | 팀 웨일스                                                                              | LOL 파크 |  |  |
|                               | Rest (레넥톤) Gemini (바이) JimieN (아지르) Shunn (자야) ShiauC (렐) |             | (아트록스) Sparda (자르반 4세) BeanJ (오리아나) Gloryy (카이사) Artemis (노틸러스) Bie |          |  |  |
|                               |                                                                      |             |                                                                                        |          |  |  |

승자전 경기 결과 팀 웨일스가 CTBC 플라잉 오스터를 2-1로 제압하고 최종 진출전에 진출했다.

### 패자전
| 2023년 10월 13일 패자전 1세트 | 데토네이션 포커스미                                                               | 패-승 26:58 | 팀 BDS                                                                  | LOL 파크 |  |  |
|                               | apaMEN (아트록스) Steal (마오카이) Aria (신드라) Yutapon (카이사) Harp (알리스타) |             | (레넥톤) Adam (아이번) Sheo (제이스) nuc (자야) Crownie (브라움) Labrov |          |  |  |
|                               |                                                                                   |             |                                                                         |          |  |  |

| 2023년 10월 13일 패자전 2세트 | 팀 BDS                                                                | 승-패 28:29 | 데토네이션 포커스미                                                                | LOL 파크 |  |  |
|                               | Adam (잭스) Sheo (바이) nuc (카시오페아) Crownie (자야) Labrov (라칸) |             | (뽀삐) apaMEN (아이번) Steal (트리스타나) Aria (카이사)Yutapon (블리츠크랭크) Harp |          |  |  |
|                               |                                                                       |             |                                                                                    |          |  |  |

패자전 결과 팀 BDS가 데토네이션 포커스미를 2-0으로 제압하고 최종전에 진출했다. 반면 이 경기를 패배하면서 DFM은 탈락이 확정되었다.

### 최종전
| 2023년 10월 14일 최종전 1세트 | CTBC 플라잉 오스터                                                           | 패-승 42:28 | 팀 BDS                                                                    | LOL 파크 |  |  |
|                               | Rest (아트록스) Gemini (마오카이) JimieN (제이스) Shunn (카이사) ShiauC (렐) |             | (세트) Adam (세주아니) Sheo (아지르) nuc (자야) Crownie (알리스타) Labrov |          |  |  |
|                               |                                                                              |             |                                                                           |          |  |  |

| 2023년 10월 14일 최종전 2세트 | CTBC 플라잉 오스터                                                                   | 패-승 28:33 | 팀 BDS                                                                      | LOL 파크 |  |  |
|                               | Rest (아트록스) Gemini (세주아니) JimieN (사일러스) Shunn (카이사) ShiauC (알리스타) |             | (레넥톤) Adam (마오카이) Sheo (아지르) nuc (칼리스타) Crownie (타릭) Labrov |          |  |  |
|                               |                                                                                      |             |                                                                             |          |  |  |

최종전 결과 팀 BDS가 CTBC 플라잉 오스터를 2-0으로 이기고 최종 진출전에 진출했다. 또한 CTBC 플라잉 오스터는 탈락이 확정되었다.

## 최종 진출전

### TW vs GAM
| 2023년 10월 15일 최종 진출전 1세트 | GAM e스포츠                                                              | 승-패 | 팀 웨일스                                                                       | LOL 파크 |  |  |
|                                    | Kiaya (레넥톤) Levi (비에고) Kati (신드라) Slayder (자야) Palette (라칸) |       | (크산테) Sparda (리 신) BeanJ (오리아나) Gloryy (카이사) Artemis (노틸러스) Bie |          |  |  |
|                                    |                                                                          |       |                                                                                 |          |  |  |

| 2023년 10월 15일 최종 진출전 2세트 | GAM e스포츠                                                             | 패-승 | 팀 웨일스                                                                | LOL 파크 |  |  |
|                                    | Kiaya (잭스) Levi (리 신) Kati (빅토르) Slayder (자야) Palette (레오나) |       | (크산테) Sparda (비에고) BeanJ (탈리야) Gloryy (카이사) Artemis (렐) Bie |          |  |  |
|                                    |                                                                         |       |                                                                          |          |  |  |

| 2023년 10월 15일 최종 진출전 3세트 | GAM e스포츠                                                                  | 승-패 | 팀 웨일스                                                                    | LOL 파크 |  |  |
|                                    | Kiaya (잭스) Levi (세주아니) Kati (제이스) Slayder (자야) Palette (노틸러스) |       | (레넥톤) Sparda (자르반 4세) BeanJ (탈리야) Gloryy (카이사) Artemis (렐) Bie |          |  |  |
|                                    |                                                                              |       |                                                                              |          |  |  |

| 2023년 10월 15일 최종 진출전 4세트 | GAM e스포츠                                                                | 승-패 | 팀 웨일스                                                                         | LOL 파크 |  |  |
|                                    | Kiaya (레넥톤) Levi (오공) Kati (오리아나) Slayder (카이사) Palette (세트) |       | (말파이트) Sparda (리 신) BeanJ (신드라) Gloryy (칼리스타) Artemis (노틸러스) Bie |          |  |  |
|                                    |                                                                            |       |                                                                                   |          |  |  |

최종 진출전에서 VCS의 1시드인 GAM e스포츠와 2시드인 팀 웨일스가 격돌하게 되면서 대회 최조로 마이너리그 내전이 성사되었다. 경기 결과 1시드인 GAM e스포츠가 팀 웨일스를 3-1로 격파하면서 스위스 스테이지에 진출했다.

### PSG vs BDS
| 2023년 10월 15일 최종 진출전 1세트 | PSG 탈론                                                                    | 승-패 | 팀 BDS                                                                  | LOL 파크 |  |  |
|                                    | Azhi (케넨) JunJia (마오카이) Maple (제이스) Wako (카이사) Woody (알리스타) |       | (사이온) Adam (세주아니) Sheo (아지르) nuc (제리) Crownie (라칸) Labrov |          |  |  |
|                                    |                                                                             |       |                                                                         |          |  |  |

| 2023년 10월 15일 최종 진출전 2세트 | 팀 BDS                                                                        | 승-패 | PSG 탈론                                                          | LOL 파크 |  |  |
|                                    | Adam (레넥톤) Sheo (탈리야) nuc (신드라) Crownie (칼리스타) Labrov (노틸러스) |       | (잭스) Azhi (뽀삐) JunJia (아칼리) Maple (카이사) Wako (렐) Woody |          |  |  |
|                                    |                                                                               |       |                                                                   |          |  |  |

| 2023년 10월 15일 최종 진출전 3세트 | 팀 BDS                                                                        | 승-패 | PSG 탈론                                                                    | LOL 파크 |  |  |
|                                    | Adam (올라프) Sheo (마오카이) nuc (아지르) Crownie (카이사) Labrov (알리스타) |       | (나르) Azhi (자르반 4세) JunJia (사일러스) Maple (케이틀린) Wako (렐) Woody |          |  |  |
|                                    |                                                                               |       |                                                                             |          |  |  |

| 2023년 10월 15일 최종 진출전 4세트 | PSG 탈론                                                                        | 승-패 | 팀 BDS                                                                        | LOL 파크 |  |  |
|                                    | Azhi (잭스) JunJia (마오카이) Maple (제이스) Wako (아펠리오스) Woody (알리스타) |       | (가렌) Adam (아이번) Sheo (카시오페아) nuc (카이사) Crownie (노틸러스) Labrov |          |  |  |
|                                    |                                                                                 |       |                                                                               |          |  |  |

| 2023년 10월 15일 최종 진출전 5세트 | PSG 탈론                                                                    | 승-패 | 팀 BDS                                                                            | LOL 파크 |  |  |
|                                    | Azhi (나르) JunJia (자르반 4세) Maple (탈리야) Wako (아펠리오스) Woody (렐) |       | (다리우스) Adam (마오카이) Sheo (트리스타나) nuc (제리) Crownie (알리스타) Labrov |          |  |  |
|                                    |                                                                             |       |                                                                                   |          |  |  |

최종 진출전에서 PSG 탈론과 팀 BDS가 격돌하게 되었다. PSG 탈론이 1세트와 2세트를 승리하였지만 팀 BDS가 3세트, 4세트, 5세트를 내리 승리하면서 역스윕을 달성해 경기를 가져오게 되었다. 이로써 팀 BDS는 월드 챔피언십 역사상 4번째 리버스스윕을 기록하게 되었다.

## 같이 보기
- 리그 오브 레전드 월드 챔피언십 2023